# Kistelek
Kistelek è una città di 7 573 abitanti situata nella contea di Csongrád-Csanád, nell'Ungheria meridionale.